# Celeste Holm

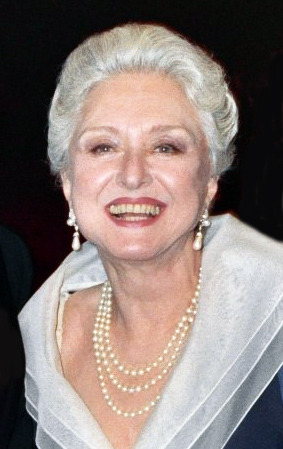
Celeste Holm bei der Oscarverleihung 1988

Celeste Holm (* 29. April 1917 in New York City, New York; † 15. Juli 2012 ebenda) war eine US-amerikanische Theater- und Filmschauspielerin. Neben ihrer Theaterarbeit wirkte sie in über 100 Film- und Fernsehproduktionen mit. Für ihre Nebenrolle in dem Spielfilm Tabu der Gerechten (1947) wurde sie unter anderem mit dem Oscar ausgezeichnet.

## Leben
Holm wuchs als einzige Tochter einer Malerin und eines Versicherungsvertreters auf. In der Folge studierte sie erfolgreich Schauspiel an der Universität von Chicago, ihr Debüt war 1936. Im Alter von 19 hatte sie ihr Broadway-Debüt und trat in der Folge äußerst erfolgreich in verschiedenen Produktionen auf. 1943 verkörperte sie am Broadway die Rolle der Ado Annie in der Originalproduktion des Musicals Oklahoma! von Rodgers und Hammerstein. Mit diesem Musical, in dem sie den Song I Can’t Say No sang, erlangte sie erstmals größere Bekanntheit.
1946 unterschrieb Holm einen Studiovertrag bei 20th Century Fox, in dessen Folge sie in ihrem ersten Film Three Little Girls in Blue auftreten konnte. Mit ihrem dritten Film Tabu der Gerechten unter Regie von Elia Kazan gewann sie 1948 einen Oscar als Beste Nebendarstellerin, was ihr gleichzeitig zu ihrem Durchbruch als Filmschauspielerin verhalf. Danach war sie zwei weitere Male direkt in Folge für den Oscar nominiert: für ihre Darstellungen einer Ordensschwester in …und der Himmel lacht dazu (1949) und der Karen Richards in dem Filmklassiker Alles über Eva (1950) unter Regie von Joseph L. Mankiewicz.
Danach war bis 1955 nicht mehr im Kino zu sehen, sondern konzentrierte sich stattdessen wieder auf Bühnenrollen. Sie spielte auch in einer Reihe von Fernsehserien, darunter auch ihre eigene Sitcom Honestly, Celeste!, die 1954 aufgrund schlechter Einschaltquoten nach nur wenigen Folgen wieder abgesetzt wurde. Ab 1955 kehrte Holm wieder auf die Leinwand zurück, so in erfolgreichen Filmen wie Die zarte Falle (1955) oder als Reporterin Liz Imbrie in der 1956 entstandenen Musicalkomödie Die oberen Zehntausend. In beiden Filmen agierte sie an der Seite von Frank Sinatra.
Ab den 1960er-Jahren trat Holm erneut verstärkt in Fernsehproduktionen in Erscheinung. Sowohl für ihre Darstellung der Mrs. Bern in der Dramaserie Insight (1960) als auch die der Präsidentengattin Florence Harding in dem Fernsehmehrteiler Weißes Haus, Hintereingang (1979) wurde sie für einen Emmy nominiert. Auf die Kinoleinwand kehrte sie in späteren Jahren hingegen nur noch sporadisch zurück, darunter ein Auftritt als Tante Polly in der Literaturverfilmung Tom Sawyers Abenteuer. Am Broadway stand sie noch mehrfach bis Anfang der 1990er-Jahre auf der Bühne, so zeitweise in der Titelrolle des Musicals Musical.
Von 1984 bis 1985 hatte Holm mehrere Auftritte in der US-Serie Falcon Crest, in der sie die Rolle der Anna Rossini verkörperte und das Weingut von Angela Channing (gespielt von Jane Wyman) für einige Zeit übernahm. Die Serie Magnum verpflichtete Holm 1987 für einen Gastauftritt als Mutter von Carol Baldwin (Kathleen Lloyd). In der Fernsehserie Ein Wink des Himmels verkörperte sie von 1996 bis 1999 eine der Hauptrollen als Großmutter Hattie Greene. Auch wenn sie ab der Jahrtausendwende seltener als Schauspielerin arbeitete, ließ sie sich bis zu ihrem Tod zu gelegentlichen Rollen verpflichten.

### Familie
Celeste Holm war insgesamt fünf Mal verheiratet. Unter ihren Ehemännern waren der Regisseur Ralph Nelson (von 1938 bis 1939) und der Schauspieler Wesley Addy (von 1961 bis zu dessen Tod 1996). Im Jahr 2004 heiratete sie ihren letzten Ehemann Frank Basile, der über 45 Jahre jünger als sie war. Holm war Mutter zweier Söhne, des Informatikers Theodor Holm Nelson und des Geschäftsmannes Daniel Dunning. Sie starb im Alter von 95 Jahren nach einem Herzinfarkt.

## Filmografie (Auswahl)
- 1946: Three Little Girls in Blue
- 1947: Karneval in Costa Rica (Carnival in Costa Rica)
- 1947: Tabu der Gerechten (Gentleman’s Agreement)
- 1948: Nachtclub-Lilly (Road House)
- 1948: Die Schlangengrube (The Snake Pit)
- 1949: Chicken Every Sunday
- 1949: Ein Brief an drei Frauen (A Letter to Three Wives, nur Stimme)
- 1949: …und der Himmel lacht dazu (Come to the Stable)
- 1949: Wenn meine Frau das wüßte (Everybody Does It)
- 1950: Champagne for Caesar
- 1950: Alles über Eva (All About Eve)
- 1954: Honestly, Celeste! (Fernsehserie, 7 Folgen)
- 1955: Die zarte Falle (The Tender Trap)
- 1956: Die oberen Zehntausend (High Society)
- 1957: Abenteuer im wilden Westen (Zane Grey Theater, Fernsehserie, Folge 1x24)
- 1962: Dinosaurier bevorzugt (Bachelor Flat)
- 1963: Amos Burke (Burke’s Law, Fernsehserie, Folge 1x10)
- 1965: Cinderella (Fernsehfilm)
- 1965, 1967: Auf der Flucht (The Fugitive, Fernsehserie, 2 Folgen)
- 1967: FBI (The F.B.I., Fernsehserie, 2 Folgen) – Zusammenschnitt als Kinofilm Cosa Nostra – Erzfeind des FBI (Cosa Nostra – an Arch Enemy of the FBI)
- 1967: Doktor – Sie machen Witze! (Doctor, You’ve Got to Be Kidding!)
- 1970–1971: Nancy (Fernsehserie, 17 Folgen)
- 1972: Händler des Todes (The Delphi Bureau, Fernsehfilm)
- 1973: Tom Sawyers Abenteuer (Tom Sawyer)
- 1974: Die Straßen von San Francisco (The Streets of San Francisco, Fernsehserie, Folge 2x18)
- 1974: Familiengeheimnisse (The Underground Man, Fernsehfilm)
- 1976: Der Preis der Macht (Captains and the Kings, Miniserie)
- 1976: Bittersüße Liebe (Bittersweet Love)
- 1976: Columbo: Bei Einbruch Mord (Columbo: Old Fashioned Murder, Fernsehreihe)
- 1977: Wonder Woman (Fernsehserie, Folge 2x08)
- 1977: Ich bin der Boss – Skandal beim FBI (The Private Files of J. Edgar Hoover)
- 1978, 1979: Fantasy Island (Fernsehserie, 2 Folgen)
- 1979: Weißes Haus, Hintereingang (Backstairs at the White House, Miniserie)
- 1979, 1982: Trapper John, M.D. (Fernsehserie, 2 Folgen)
- 1979, 1984: Love Boat (The Love Boat, Fernsehserie, 2 Folgen)
- 1981: Mitternachtsspitzen (Midnight Lace, Fernsehfilm)
- 1981–1983: Archie Bunker’s Place (Fernsehserie, 5 Folgen)
- 1983: B.T. Brady, Privatdetektivin (This Girl for Hire, Fernsehfilm)
- 1985: Matt Houston (Fernsehserie, Folge 3x19)
- 1985: Falcon Crest (Fernsehserie, 6 Folgen)
- 1987: Irre jagen Irre (Murder by the Book, Fernsehfilm)
- 1987: Magnum (Magnum, P.I., Fernsehserie, Folge 8x06)
- 1987: Noch drei Männer, noch ein Baby (Three Men and a Baby)
- 1988: Spenser (Spenser: For Hire, Fernsehserie, Folge 3x21)
- 1991–1992: Wege der Liebe (Loving, Fernsehserie, 66 Folgen)
- 1992: Cheers (Fernsehserie, Folge 10x14)
- 1996: Ein nicht ganz perfekter Mord (Once You Meet a Stranger, Fernsehfilm)
- 1996: Ein Wink des Himmels (Home of the Brave, Fernsehfilm)
- 1996–1998: Ein Hauch von Himmel (Touched by an Angel, Fernsehserie, 3 Folgen)
- 1996–1999: Ein Wink des Himmels (Promised Land, Fernsehserie, 69 Folgen)
- 1998: Verdammt, ich will Dich (Still Breathing)
- 2000: The Beat (Fernsehserie, 13 Folgen)
- 2004: Whoopi (Fernsehserie, eine Folge)
- 2005: Alchemy
- 2012: Driving Me Crazy: Proof of Concept
- 2015: College Debts (posthum veröffentlicht)

## Auszeichnungen
Ehrungen
- 1948: Golden Globe Award für Tabu der Gerechten (Beste Nebendarstellerin)
- 1948: Oscar für Tabu der Gerechten (Beste Nebendarstellerin)
- 1960: Stern auf dem Hollywood Walk of Fame (1500 Vine Street und 6821 Hollywood Blvd.)
- 2000: Preis für das Lebenswerk des Marco Island Film Festival
- 2003: Susan B. Anthony „Failure is Impossible“ Award des High Falls Film Festival

Nominierungen
- 1950: Oscar-Nominierung für …und der Himmel lacht dazu (Beste Nebendarstellerin)
- 1951: Oscar-Nominierung für Alles über Eva (Beste Nebendarstellerin)
- 1968: Emmy-Nominierung für Insight: Fat Hands and a Diamond Ring (Beste Leistung in einem Tagesprogramm)
- 1979: Emmy-Nominierung für Weißes Haus, Hintereingang (Beste Nebendarstellerin in einer limitierten Serie oder Special)
- 1987: Nominierung für den Daytime Emmy Award für Loving (Beste Gastdarstellerin in einer Drama-Serie)